# Złoże okruchowe
Złoża okruchowe – złoże w postaci okruchów użytecznych minerałów, które występują w obrębie skały płonnej, np. piasków złotonośnych. Powstaje w wyniku wietrzenia lub poprzez osadzanie.